# Jaffa
Jaffa (héberül: יָפוֹ,  arabul: يَافَا, latinul: Joppe, görögül: Γιάφα, ógörögül: Ιόππη) ókori kikötőváros a Földközi-tenger keleti partján, úgy tartják, egyike a legrégebbieknek a világon. Jaffa napjainkban már Tel Aviv része lett, mellyel az együttes hivatalos neve Tel Aviv-Jaffa, Izrael legfontosabb kereskedelmi központja.
Maga a név valószínűleg egyiptomi eredetű, az Amarna-levelek Yapu-ként említik. Más nevei még: Japho, Joppa a görög "Ιόππη" átírása. A 9. században élt, fiatalon meghalt arab geológus, Al-Muqaddasi a Yaffa névvel azonosítja, amelyet napjainkban is használnak hangszórótölcsérként az arabok.
Számos legenda él a település keletkezésével kapcsolatban. Némelyik úgy tartja, Jáfetről, Noé egyik fiáról kapta a nevét, aki a nagy özönvíz után kezdte meg a település építését. A hellén hagyományok szerint neve Iopeia („Jofeia”), ami Kassziopeia nevére utal, aki Androméda anyja volt. Caius Plinius Caecilius Jopa nevével hozza párhuzamba, aki Aiolosz, a szelek urának lánya volt.

## Története

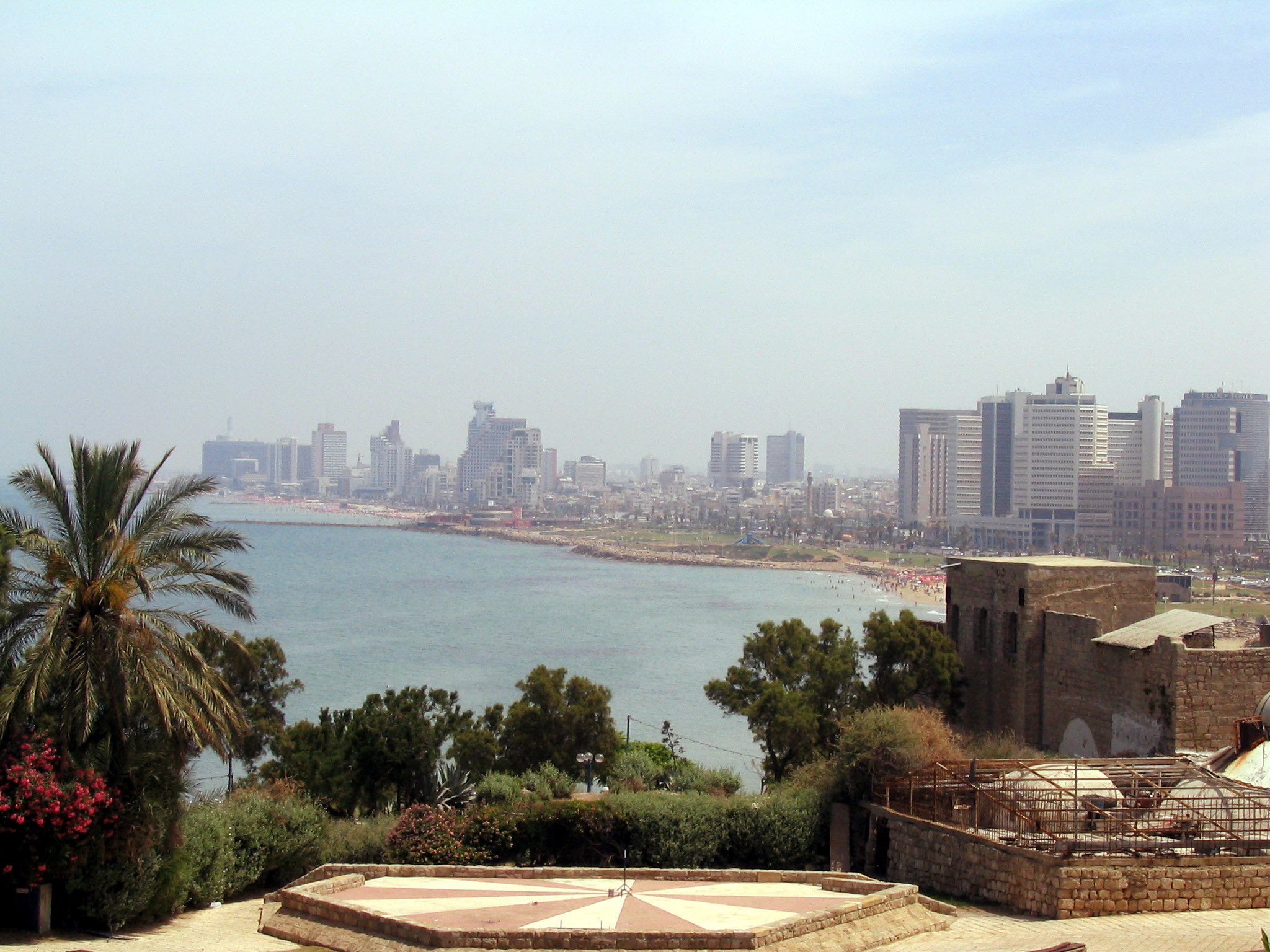
Tel-Aviv látképe a jaffai dombról

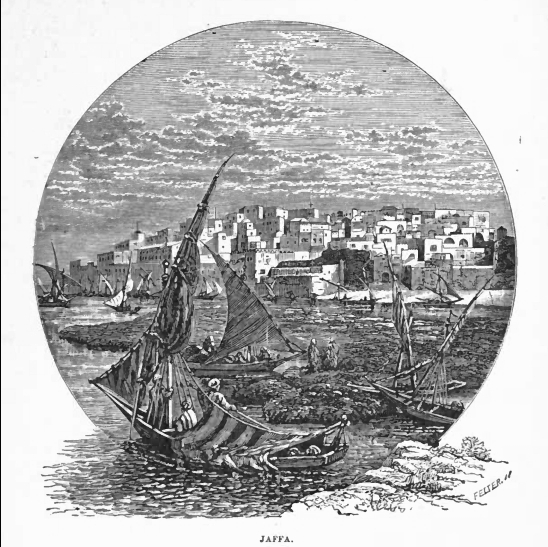
Településrészlet egy 1887-es metszeten

Tel Jafo (azaz a „jafoi domb”) 40 méter magas, mely uralja a partvonalat, róla jól belátható az. Katonai szempontból jelentős érv lehetett a település alapításának idején. Maga a domb az idők folyamán csak nőtt a hordaléklerakódások miatt.
Archeológiai kutatások alapján bizonyítható, hogy Kr. e. 7500-ban már lakott település, a bronzkorban már használták Jaffa természetes öblét.
Jaffa nevét már ókori egyiptomi levelek is említik Kr. e. 1470-ból, III. Thotmesz fáraó hódításai nyomán, aki nagy kosarakba rejtetett el katonákat, melyeket a kánaáni város kormányzójának adományozott. Az Amarna-levelekben is szerepel a város, amelyben egyiptomi fennhatóságú Ja-Pho néven említik (Ya-Pu, EA 296, l.33), Kr. e. 800-as évekig egyiptomi vezetés alá tartozott.
A település neve négyszer említődik a Ószövetségben is („Jáfó”-ként hivatkoznak rá – Józsué könyve 19:46; A krónikák második könyve 2:15; Jónás próféta könyve 1:3; Ezra könyve 3:7). A filiszteusi uralom után Dávid király és fia, Salamon király elfoglalta Jaffát, és kikötőjét arra is használta, hogy türoszi cédrusfákat szállítsanak az Első templom építéséhez. A város az izraeli királyság felbomlása után is zsidó fennhatóság alatt maradt. Kr. e. 701-ben Ezékiás király idején a Szín-ahhé-eríba vezette sereg megszállta a jaffai régiót. A babilóniai megszállást követően perzsa uralom alatt Türoszból föníciai kormányzóság alá tartozott. Nagy Sándort és hadait követően hellenizálódott a Szeleukida Birodalom alatt, majd a makabeuslázadók hódították el és alapították meg ismét a zsidó királyságot. A Római Birodalom alatt a római Palestina provincia alá tartozott, a zsidó lázadás alatt hadszíntér volt, Cestius Gallus visszavette a lázadóktól és felgyújtatta. A zsidó történetíró Iosephus Flavius A zsidó háború című írásában 8400 helyi lakos lemészárlásáról ír. Később kalózok működtek az újjáépített kikötőből Vespasianus idején, haragjában jószerével lerombolta a várost és egy citadellát emeltetett a helyén, római helyőrséggel.
Az Újszövetség Az apostolok cselekedeteiben (9:36–43) szintén említést tesznek Jaffa kikötőjéről (itt „Joppé”-ként szerepel). Szent Péternek később itt látomásai lesznek, melyben Isten közli vele (átvitt értelemben), ne tegyen különbséget zsidók és pogányok között (10:10–16).